# Tellurocystin
Tellurocystin ist eine Aminosäure, die analog zu Cystin und Selenocystin aufgebaut ist, aber statt Schwefel oder Selen zwei Telluratome enthält.

## Biologische Bedeutung
Die Pilze Aspergillus fumigatus, Aspergillus terreus und Penicillium chrysogenum können in einem Medium ohne Schwefelquelle wachsen, wenn eine geringe Menge Natriumtellurit vorhanden ist. Dabei werden diverse Proteine gebildet, die die Aminosäuren Tellurocystein enthalten, bei Aspergillus fumigatus und Penicillium chrysogenum auch Tellurocystin.

## Herstellung
Tellurocystin kann ausgehend von Serinmethylester hergestellt werden, bei dem die Aminogruppe mit einer Boc-Gruppe geschützt ist. Die Hydroxygruppe wird zunächst mit Tosylchlorid tosyliert, dann durch Reaktion mit Natriumiodid substituiert. Die Ditellurid-Einheit wird durch Reaktion mit elementarem Tellur und Lithiumtriethylborhydrid eingeführt. Im letzten Schritt werden durch Reaktion mit Trifluoressigsäure in Dichlormethan die Methylester und Boc-Gruppen hydrolysiert.

## Externe Links zu erwähnten Verbindungen
1. ↑  Externe Identifikatoren von bzw. Datenbank-Links zu Serinmethylester:  CAS-Nr.: 2788-84-3, PubChem: 2723731, ChemSpider: 2005925, Wikidata: Q27455967.